# Pheidole hierax

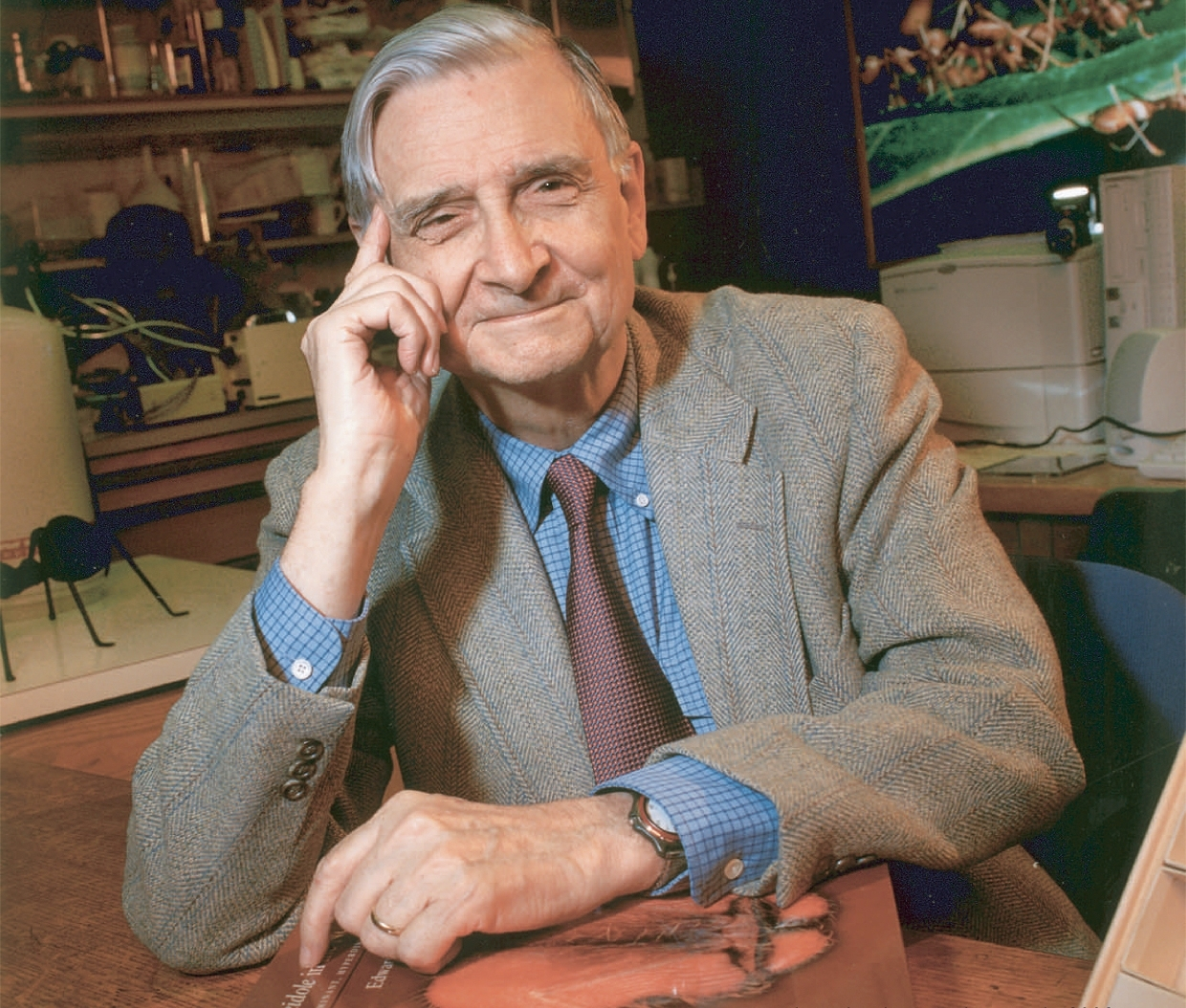
Профессор Эдвард Уилсон, автор первого описания вида.

Pheidole hierax  (лат.) — вид муравьёв рода Pheidole из подсемейства Myrmicinae (Formicidae). Новый Свет.

## Распространение
Центральная Америка: Панама (Barro Colorado Island).

## Описание
Мелкие земляные мирмициновые муравьи, длина около 2—3 мм, первый тергит частично шагренированный, волоски на груди отсутствуют, голова одноцветная, солдаты и рабочие темно-жёлтые (характерные для рода большеголовые солдаты немного крупнее рабочих). Проподеум с двумя шипиками, направленными назад и вверх. Затылочный край головы солдат вогнутый. Усики рабочих 12-члениковые с 3-члениковой булавой. Ширина головы крупных солдат — 1,04 мм (длина головы — 1,04 мм). Ширина головы мелких рабочих 0,54 мм, длина головы 0,60 мм, длина скапуса — 0,68 мм. Стебелёк между грудкой и брюшком состоит из двух члеников: петиолюса и постпетиолюса (последний четко отделен от брюшка). Pheidole hierax относится к видовой группе Pheidole diligens Group и сходен с видами Pheidole pugnax, а также с Pheidole diligens, Pheidole fowleri, Pheidole medialis и Pheidole radoszkowskii, но отличается мелкопунктированным телом и сглаженной скульптурой головы, отсутствием волосков на груди. Вид описан в 2003 году американским мирмекологом профессором Эдвардом Уилсоном. Видовое имя происходит от греческого слова hierax (хищник).